# Capo provvisorio dello Stato
Il capo provvisorio dello Stato è stata una carica istituzionale dell'ordinamento giuridico italiano a cui furono attribuite le funzioni di Capo dello Stato nel periodo intercorrente fra l'abolizione della monarchia a seguito del referendum del 2 giugno 1946 e l'entrata in vigore della nuova Costituzione repubblicana.

## Genesi
La carica fu prevista dallo stesso Luogotenente del Regno Umberto II di Savoia in attuazione del patto di Salerno, con cui la Monarchia e il Comitato di Liberazione Nazionale concordavano di rinviare alla fine della guerra ogni decisione sulla forma istituzionale, nell'ipotesi di una transizione alla forma repubblicana. Successivamente, si scelse che la decisione non sarebbe più stata affidata alla deliberazione dell'Assemblea Costituente, ma direttamente al popolo tramite referendum a suffragio universale.

## Storia

### Il passaggio da monarchia a repubblica

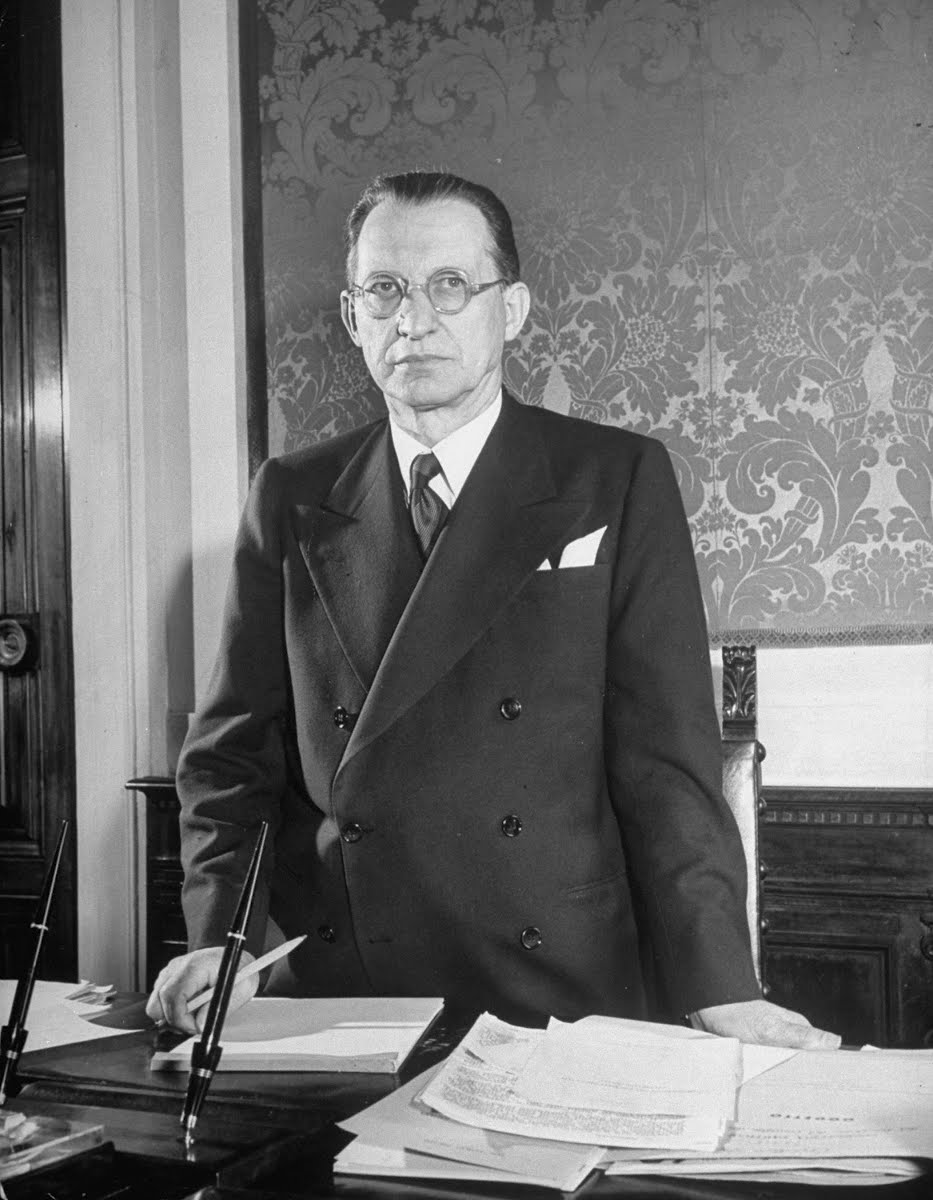
Alcide De Gasperi, che esercitò nel giugno 1946 la funzione di Capo provvisorio dello Stato

Il decreto legislativo luogotenenziale del 16 marzo 1946 n. 98, siglato dallo stesso Umberto di Savoia, stabiliva che qualora la «maggioranza degli elettori votanti» si fosse pronunciata in favore della Repubblica, al momento della proclamazione dei risultati le funzioni di Capo provvisorio dello Stato sarebbero state esercitate dal Presidente del Consiglio (art. 2, terzo comma). 
Qualora invece la stessa maggioranza si fosse pronunciata in favore della Monarchia, sarebbe continuato il regime luogotenenziale allora vigente (art. 2, quarto comma). Il 10 giugno la Corte di Cassazione procedette alla somma dei risultati parziali presenti nei soli verbali fino a quel momento trasmessi dagli uffici circoscrizionali, rimandando al 18 giugno la proclamazione definitiva integrata dai risultati delle sezioni mancanti e dalle decisioni sulle contestazioni.
Nella notte tra il 12 e il 13 giugno, a fronte della situazione di stallo istituzionale e di tensione sociale segnata da proteste e manifestazioni violente culminate negli scontri di Napoli dell'11 giugno, il Consiglio dei Ministri, in virtù della proclamazione non definitiva dei risultati, decise per l'immediata operatività dell'art. 2 terzo comma del decreto, attivando così in capo alla carica di Presidente del Consiglio, all'epoca coperta da Alcide De Gasperi, la funzione accessoria di Capo provvisorio dello Stato, senza attendere la proclamazione definitiva dell'esito del referendum. I risultati definitivi furono ufficializzati dalla Cassazione il 18 giugno.

### L'elezione da parte dell'Assemblea Costituente
Il 28 giugno 1946 l'Assemblea Costituente, a norma dell'art. 2, secondo comma, del citato decreto legislativo luogotenenziale, elesse capo provvisorio dello Stato Enrico De Nicola, al primo scrutinio, con 396 voti su 501, superando la maggioranza dei tre quinti dei 556 componenti richiesta dal decreto. Il giuramento del Capo provvisorio dello Stato avvenne ufficialmente il 1º luglio.
La durata in carica dell'Assemblea Costituente, e conseguentemente del Capo Provvisorio dello Stato, sarebbe dovuta essere di un anno, ma la necessità di un largo accordo fra le forze politiche richiese un prolungamento del mandato dell'Assemblea e di De Nicola: come gesto di sensibilità istituzionale, adducendo motivazioni di salute, in vista della scadenza del suo mandato originale, il Capo provvisorio dello Stato presentò comunque le sue dimissioni il 25 giugno 1947, ma il giorno seguente l'Assemblea Costituente decise di riconfermarlo al primo scrutinio con 405 voti su 431.
Con l'entrata in vigore della Costituzione, il 1º gennaio 1948, il Capo provvisorio dello Stato esercitò le attribuzioni e assunse il titolo di Presidente della Repubblica in forza della 1ª disposizione transitoria e finale della Costituzione, segnando così la mutazione della denominazione della carica.

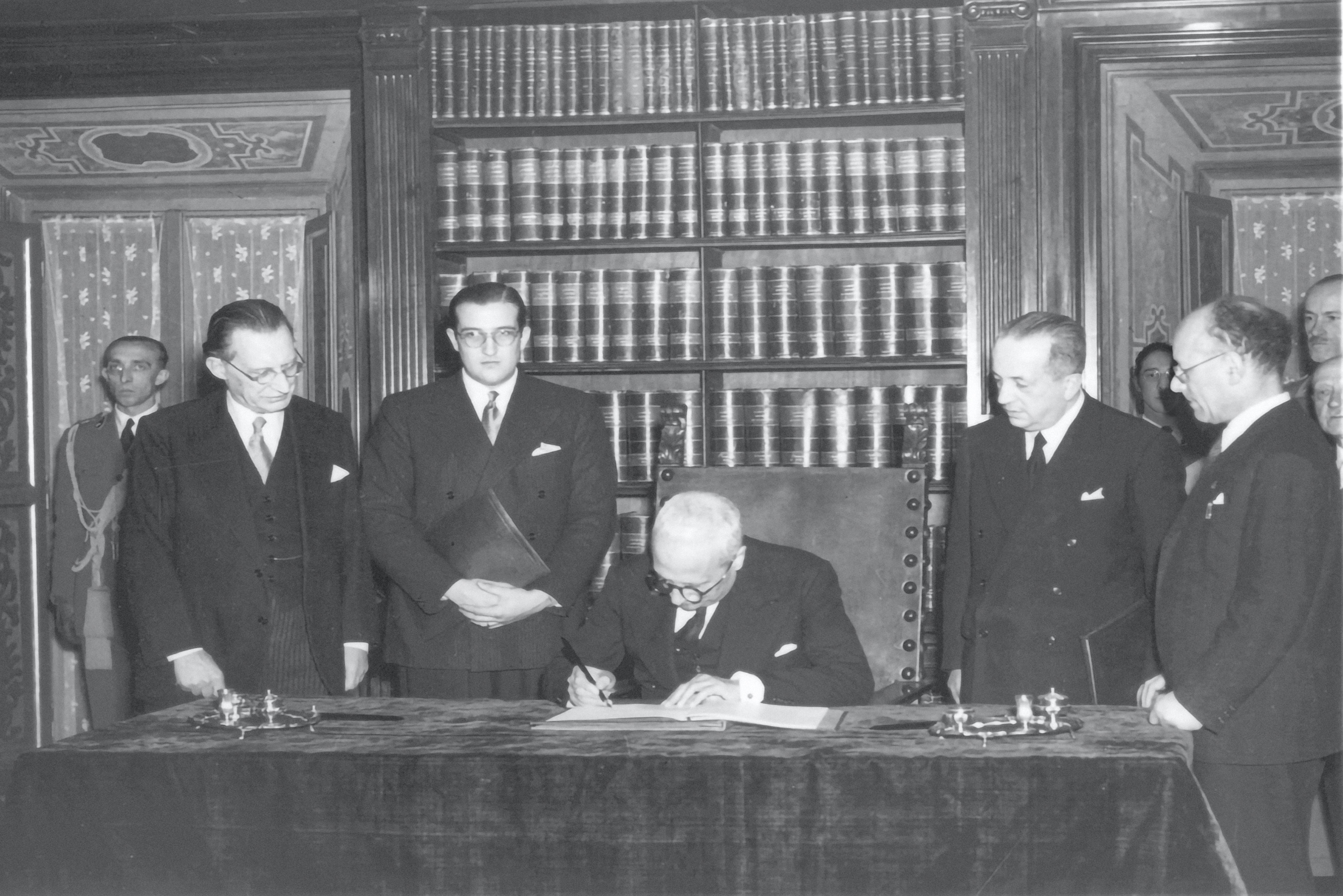
De Nicola firma la Costituzione, il 27 dicembre 1947. A sinistra De Gasperi

### Nella Costituzione promulgata il 27 dicembre 1947
Con riferimento alla carica del Capo Provvisorio dello Stato, le disposizioni transitorie e finali della Costituzione promulgata il 27 dicembre 1947 stabilirono che:
- "Con l’entrata in vigore della Costituzione il Capo provvisorio dello Stato esercita le attribuzioni di Presidente della Repubblica e ne assume il titolo." (I);
- "Con l’entrata in vigore della Costituzione si ha per convertito in legge il decreto legislativo luogotenenziale 25 giugno 1944, n. 151, sull’ordinamento provvisorio dello Stato." (XV);
- "La presente Costituzione è promulgata dal Capo provvisorio dello Stato entro cinque giorni dalla sua approvazione da parte dell’Assemblea Costituente, ed entra in vigore il 1º gennaio 1948." (XVIII).

L'art. 87 identificò la carica di Presidente della Repubblica con quella di Capo dello Stato, in quanto rappresentante dell'unità nazionale.